# Hybridogénèse

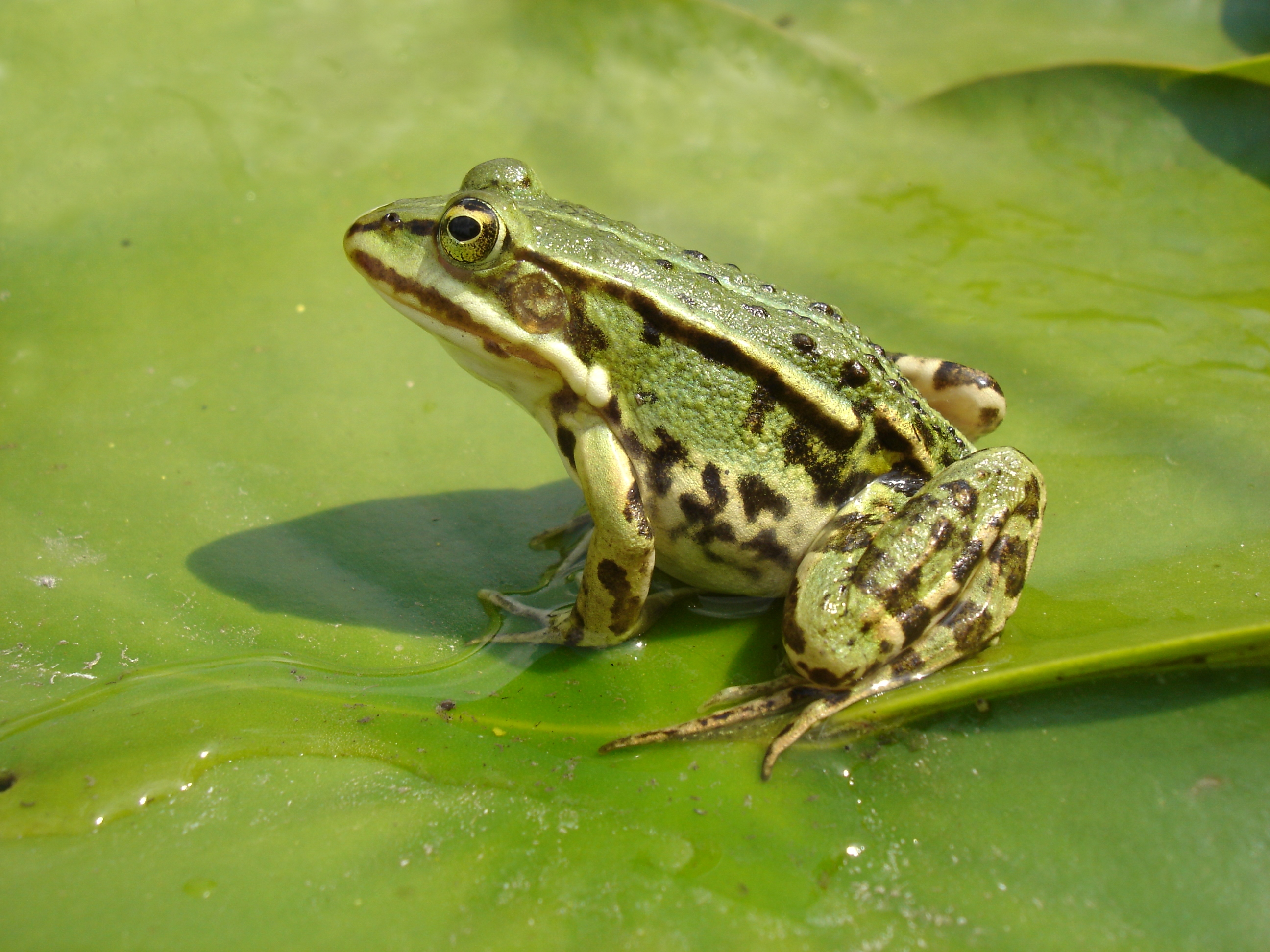
L'hydridogénèse a été observée chez les populations de Grenouille verte. Ici, Pelophylax kl. esculentus, klepton issu de l'hybridation entre Pelophylax lessonae et Pelophylax ridibundus.

L'hybridogénèse est un mode de reproduction par hybridation observé chez certains poissons, amphibiens et insectes. Certaines rares espèces ne sont représentées que par des femelles et l'ovule est alors fécondé par le spermatozoïde d'un mâle d'une espèce proche. Le descendant femelle hybride qui en résulte produit des gamètes ne contenant que le génome maternel. Ce phénomène a été découvert et nommé ainsi par Schultz qui travaillait sur des guppys (Poecilia reticulata). Il s'explique par la présence de gènes agressifs détruisant le génome de l'autre espèce (uniquement dans la lignée des cellules germinales, les hybrides produisant ces gamètes présentant bien des caractéristiques d'hybrides).
Le complexe hybridogénétique désigne la lignée hybride et ses parents,,.
Par extension, « hybridogénèse » peut désigner la formation d'une nouvelle espèce par hybridation : voir dans ce cas l'article Spéciation par hybridation. « Hybridogénèse hémiclonale » désigne spécifiquement le cas où les ovules hybrides produits ne possèdent le génome que d'un seul des deux parents.